# Freie Schule Untertaunus
Die Freie Schule Untertaunus (FSU) ist eine private, integrierte Gesamtschule in Aarbergen-Kettenbach (Landkreis Rheingau-Taunus-Kreis, Hessen). Sie ist eine freie Alternativschule mit Kinderkrippe ab zehn Monaten, Kindergarten, Grundschule (mit Schuleingangsstufe) und integrierter Gesamtschule bis zur 10. Klasse.

## Konzept
Das Konzept der Schule orientiert sich an reformpädagogischen Entwürfen von Maria Montessori, der Jenaplanschulen von Peter Petersen und der Schulmodelle des französischen Lehrers Célestin Freinet. Besondere Bedeutung wird kooperativen Lernformen wie Projekten, Kreisgesprächen oder Arbeitsgruppen beigemessen. Die Leistungen werden bis in das 8. Schuljahr nicht benotet. Stattdessen erhalten die Schüler Lernberichte mit ausführlichen Leistungsbeschreibungen.
In der Schule arbeiten neben den Lehrern auch Erzieher und Diplompädagogen. Anstatt in herkömmlichen Schulklassen werden die Schüler in unterschiedliche Gruppen zusammengefasst.

## Geschichte
Die Idee zur Schule entstand aus der Elterninitiative einer Krabbelgruppe, die sich 1982 bewusst in ländlicher Umgebung zusammenfand und die in der Ökologie- und Friedensbewegung tätig war. Am 3. Oktober 1986 startete der Unterricht mit 12 Kindern, einer Lehrerin, einem Sozialpädagogen und einem Erzieher in einem Einfamilienhaus in der Brühlstraße 17 in Michelbach. Zu diesem Zeitpunkt war sie die erste Freie Schule Hessens in ländlichem Gebiet. Zwei Jahre später bezog die Schule ein ehemaliges Arbeiterwohnheim in Kettenbach.
1990 wurde das Ganztagskonzept eingeführt und gut zehn Jahre später (2001) wurde die Erweiterung um eine Integrierte Gesamtschule seitens der Landesregierung genehmigt. Das zuvor gemietete Gelände und die Immobilien wurden 2002 käuflich erworben. 2005 kam eine Schuleingangsstufe dazu, in die bereits Fünfjährige aufgenommen werden.

## Gebäude und Gelände
Die gesamte Einrichtung besteht aus zwei vierstöckigen Gebäuden, verbunden durch einen Querbau. Rechnerisch verfügt jedes Kind der FSU über 15 m² Gebäudefläche.
2005 wurde im Rahmen einer Aktion von 100 Gärtnerinnen und Gärtnern der BASEG (Bundesarbeitsgemeinschaft selbstverwalteter Gartenbaubetriebe) das weitläufige Außengelände kindgerecht gestaltet.

## Gruppen
Die etwa 100 Schüler sind in sechs jeweils jahrgangsübergreifende Gruppen aufgeteilt. Jede Gruppe besteht aus höchstens 18 Schülern.
- Delphine: entspricht der Eingangsstufe und 1. und 2. Klasse.
- Waschbären: Zu dieser Gruppe gehören Kinder der 2. und 3. Jahrgangsstufe.
- Drachen: Diese Gruppe umfasst die 3. und 4. Jahrgangsstufe.
- Chamäleons: Zu dieser Gruppe gehören Kinder der 5. und 6. Jahrgangsstufe.
- Namenlose: Die Gruppe umfasst die herkömmlichen Klassen 7 und 8.
- Alte: Die Gruppe umfasst die herkömmlichen Klassen 9 und 10. Die Schüler dieser Gruppe machen einen mittleren Abschluss, mit dem sie bei entsprechendem Notenschnitt die Oberstufe aller weiterführender Schulen besuchen können.

Zur gesamten Bildungseinrichtung gehören darüber hinaus eine Krippengruppe für Kinder unter drei Jahren und eine Kindergartengruppe für Kinder zwischen 2 und 6 Jahren.

## Kollegium
Die pädagogischen Mitarbeiter aller Einrichtungsteile bilden ein gemeinsames Team. Dazu gehören Grundschul-, Realschul- und Gymnasiallehrer, Erzieher und Sozialpädagogen sowie Fachpersonal (Musik, Natur- und Sozialwissenschaften, Sport, Medien) und mit weiteren Qualifikationen für inklusive Beschulung. Engagierte Eltern bieten nachmittags diverse AGs an.

## Erfolge
Die Filmarbeitsgruppe der FSU gewann 2009 in der Altersklasse der 10- bis 13-Jährigen den ersten Preis des filmreif Ideen- und Videowettbewerbs des Kulturamts Wiesbaden.
Einen erneuten Gewinn mit zwei ersten Preisen gab es 2011 bei der Visionale 2011, dem 24. Hessisches JugendMedienFestival Frankfurt.